# Túhovishta
Túhovishta (en búlgaro: Ту̀ховища, Tuvishta - Тувѝща, otra versión del nombre, o la versión antigua Dúhovishta - Ду̀ховища) es un pueblo en el suroeste de Bulgaria. Está situado en el municipio de Satovcha, provincia de Blagóevgrad.

## Geografía
El pueblo de Túhovishta se encuentra situado en la región montañosa del Ródope, cayendo en la región histórico-geográfica Chech. Se encuentra a una distancia de unos 2 km de la frontera de Grecia. El pueblo tiene una altitud de 700 a 999 metros sobre el nivel del mar y el terreno de este es de 17.15 km².
Hace frontera con los siguientes territorios: al este, donde coincide la frontera con Grecia, con los territorios de los pueblos inhabitados de Boren y Manastir, al oeste con los territorios de los pueblos Slashten y Valkosel, al sur con el territorio del pueblo Godeshevo y al norte con el territorio de Zhizhevo. Tuhovishta se encuentra a unos 20 km de la capital del municipio Satovcha

### Relieve
El relieve es montañoso y semimontañoso, el cual en las partes altas pasa a colinas o colinas de montaña, y muy truncado en algunos lugares.
Geológicamente hablando, el terreno está predominado por rocas, granitos, riolitos y areniscas. Predominan arenas arcillosas y forestales marrones. En general, el relieve es muy variado. El propio pueblo está situado en una encrucijada entre varios colinas de tamaño inferior. El relieve de todo el territorio es bastante variado también. Está presentado por colinas de diferentes tamaños, amplias llanuras (como el territorio de "Широки Поляни", en castellano "Prederas Amplias"), rocas, picos desnudos. La enorme garganta fluvial es el representante más obvio del relieve del pueblo, ya que en él podemos observar cambios de uno a otros paisaje montañoso.

### Clima
El clima es principalmente mediterráneo con pronunciados efectos transitorios en las zonas de alta montaña. La temperatura media anual es de 10 °C, en invierno se forman inversiones de temperatura. La temperatura media de enero oscila dependiendo de la altitud respecto al nivel del mar de 0 °C a 7 °C. El verano es cálido y soleado. La temperatura media anual máxima por el valle del río Mesta es de 32-36 °C, Y en la parte semimontañosa es 23-32 °C. Predominan las lluvias otoño-invernales y las primavera-veraniegas. Las estaciones son claramente discernibles: el verano es cálido, el invierno moderadamente frío.

### Flora y fauna
El fondo forestal es rico en bosques de coníferas y de hoja caduca - pinos, abetos, hayas, robles, abedules, sauces y otros. De las especies animales son frecuentes el oso, liebre, lobo, zorro, garduña, y otros.
La red hidrográfica incluye los río Mestas y Dospat, y numerosos pequeños ríos, manantiales y afluentes. Hay muchas presas, estanques y lagos que se utilizan para el riego, la pesca y demás.

## Historia

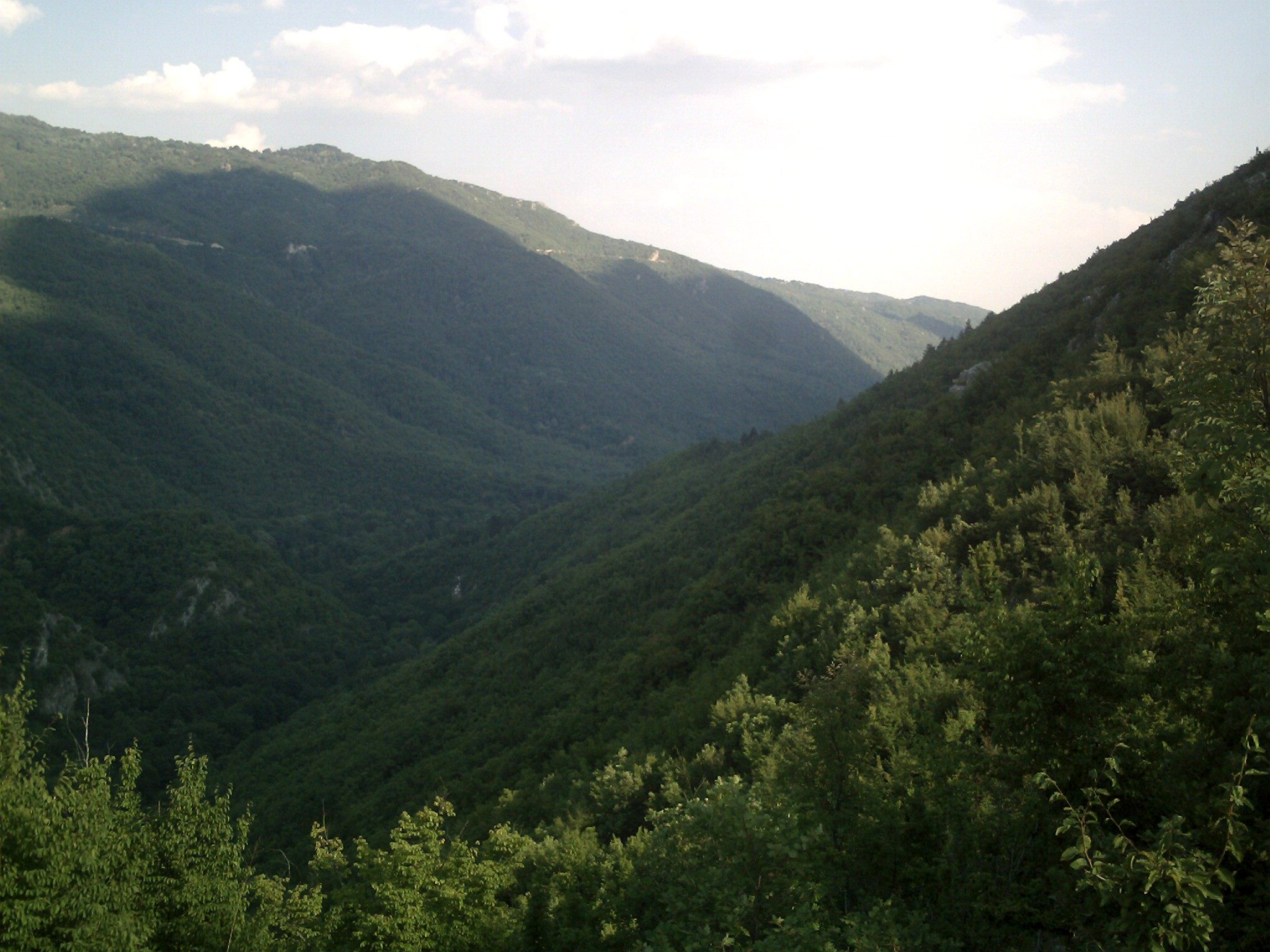
El valle del río Dospat Dere

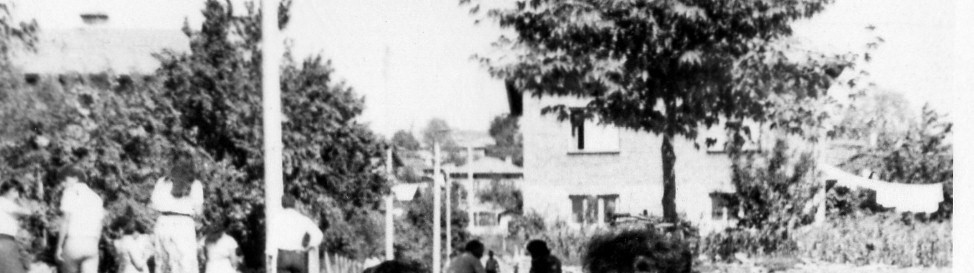
El pueblo Tuhovishta en los años 80

En los documentos Otomanos, el pueblo se encuentra mencionado como Thuishta, en turco otomano تــحــويــشــتــه En el siglo XIX Tuhovishta es un pueblo musulmán en la región de Nevrokop del Imperio Otomano.
Relacionada con el pueblo de Túhovishta, en 1912, durante el reinado del rey Fernando Maximiliano Carlos Leopoldo de Sajonia-Coburgo-Gotha o más abreviadamente Fernando I de Bulgaria, comienza la Guerra de los Balcanes. En ese momento, sin que la iglesia levante muchas sospechas, el obispado de la iglesia de Plovdiv y otros dirigentes locales, deciden que ahora es el momento de convertir a la población pomaca al cristianismo. Comienza así la cristianización de pueblos enteros, aldeas de los Ródopes, Tracia occidental y Macedonia. Son cristianizados más de 200 000 pomacos. Concretamente para Túhovishta en ese periodo, alrededor de 140 familias fueron cristianizadas en 1912. Invaden las aldeas y queman todo a su paso. En este período gran parte de la población ha estado escondida en las regiones del valle del río y más tarde vuelven a casa para encontrar su derrota por el partido político y rebeldes locales. Los mismos sucede con el pueblo de Zhizhevo, Slashten es quemada, junto con Valkosel, Bogolin, parte de Ablanitsa y muchos otros.
Hacia 1949 Túhovishta entra en la composición de la municipalidad de Slashten en virtud del Decreto 794 del Presidium de la Asamblea Nacional del 24 de septiembre de 1949 Con decisión del Consejo Popular del distrito de Blagoevgrad el 28.11.1959 Tuhovishta pasa al municipio de Satovcha. Es devuelto al municipio de Slashten por el Decreto 959 del Presidium de la Asamblea Nacional el 23.12.1965. Por la fuerza del Decreto 2295 del Consejo de Estado de la República de Bulgaria del 22.12.1978 el pueblo es otra vez transferido al municipio de Satovcha.
En el periodo de 1970 a finales de 1980 los habitantes del pueblo son víctimas de la Bulgarización. Durante este periodo muchos habitantes son víctimas de los comunistas. Decenas de personas encuentran la muerte en sus intentos de huida a través de la frontera búlgaro-griega con intención de emigrar ilegalmente. Era frecuente el asesinato de personas en las fronteras con intención de intimidar a la población. Durante el periodo de la Bulgarización, sobre las personas era ejercido el acoso sistemático en el que se incluía la prohibición de la ejecución de cualquier acto de cultura islámica, visita a la mezquita, llevar el pañuelo en la cabeza, llevar cualquier ropa de rasgo pomaco, y por lo tanto musulmán, se prohibía el entierro como mandaba la religión musulmana. Los nombres turcos han sido cambiados por la fuerza por nombres búlgaros cristianos. Muchos hombres murieron en las cárceles comunistas por violaciones de las leyes de Zhivkov. En 1989, con la caída del comunismo y el comienzo del socialismo, a los pomacos se les devuelve el derecho de ejercer sus costumbre, llevar sus vestimentas etc.

## Demografía

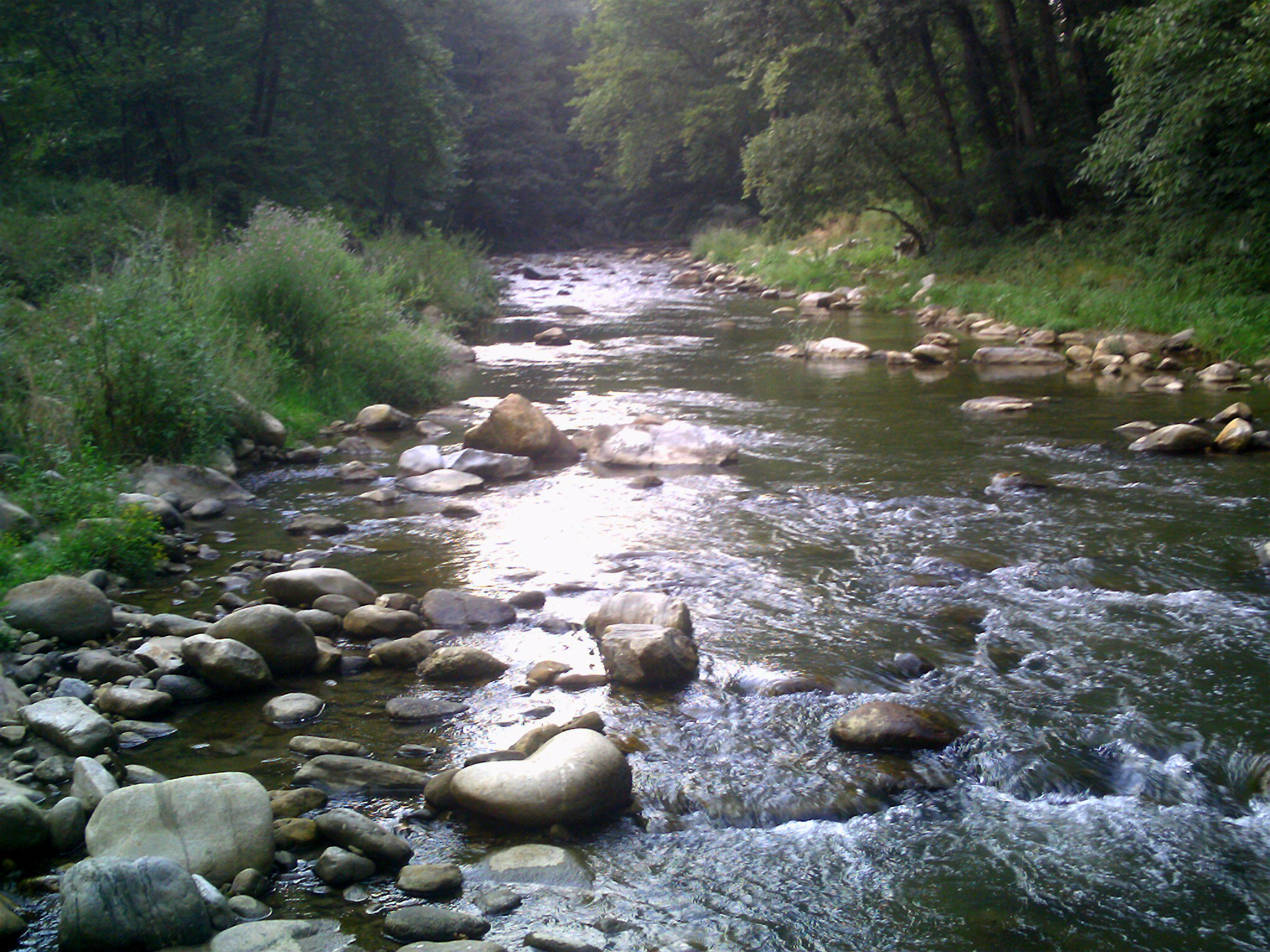
El río Dospat Dere cerca de Tuhovishta

En "Etnografía de los vilayatos Adrianópolis, Monastir y Salónica", publicado en Constantinopla en 1878 y reflejando la estadística de la población masculina de 1873, Duhovishta (Douhovischta) es señalada como pueblo con 36 hogares y 90 residentes pomacos. Según las estadísticas de Vasil Kanchov ("Macedonia. Etnografía y estadística“) hacia el año 1900 Tuhovishta (Tuvishta) es un pueblo búlgaro-musulmán. En él viven 500 búlgaros musulmanes en 70 hogares. Según Stefan Verkovich, hacia finales del siglo XIX, Tuhovishta tiene unа población musulmana de 120 personas residentes en 36 hogares.
La población de Túhovishta según datos del año 2003 es de 859 habitantes, lo que lo sitúa en el octavo lugar por número de habitantes de los 14 pueblos que comprenden el municipio de Satochva. El mismo octavo lugar ocupa según el tamaño del terreno con sus 17 052 m², lo que es el 5,11% del territorio de Satovcha.

## Emigración
Durante el período de su existencia, en el pueblo han ido continuamente formándose grupos emigratorios de la aldea a las grandes ciudades y en el extranjero por diversas razones. No se puede señalar una fecha exacta de las primeras emigraciones de Túhovishta ya que éstas son continuas y existen desde principios de la creación del pueblo. Si volvemos atrás hacia 1876 podemos señalar gran parte de la población emigrante del pueblo y de la región siquiera, por motivos de la Sublevación de Abril, la cual estalló el 20 de abril de 1876 con la meta de la liberación de Bulgaria del Imperio Otomano

## Religión

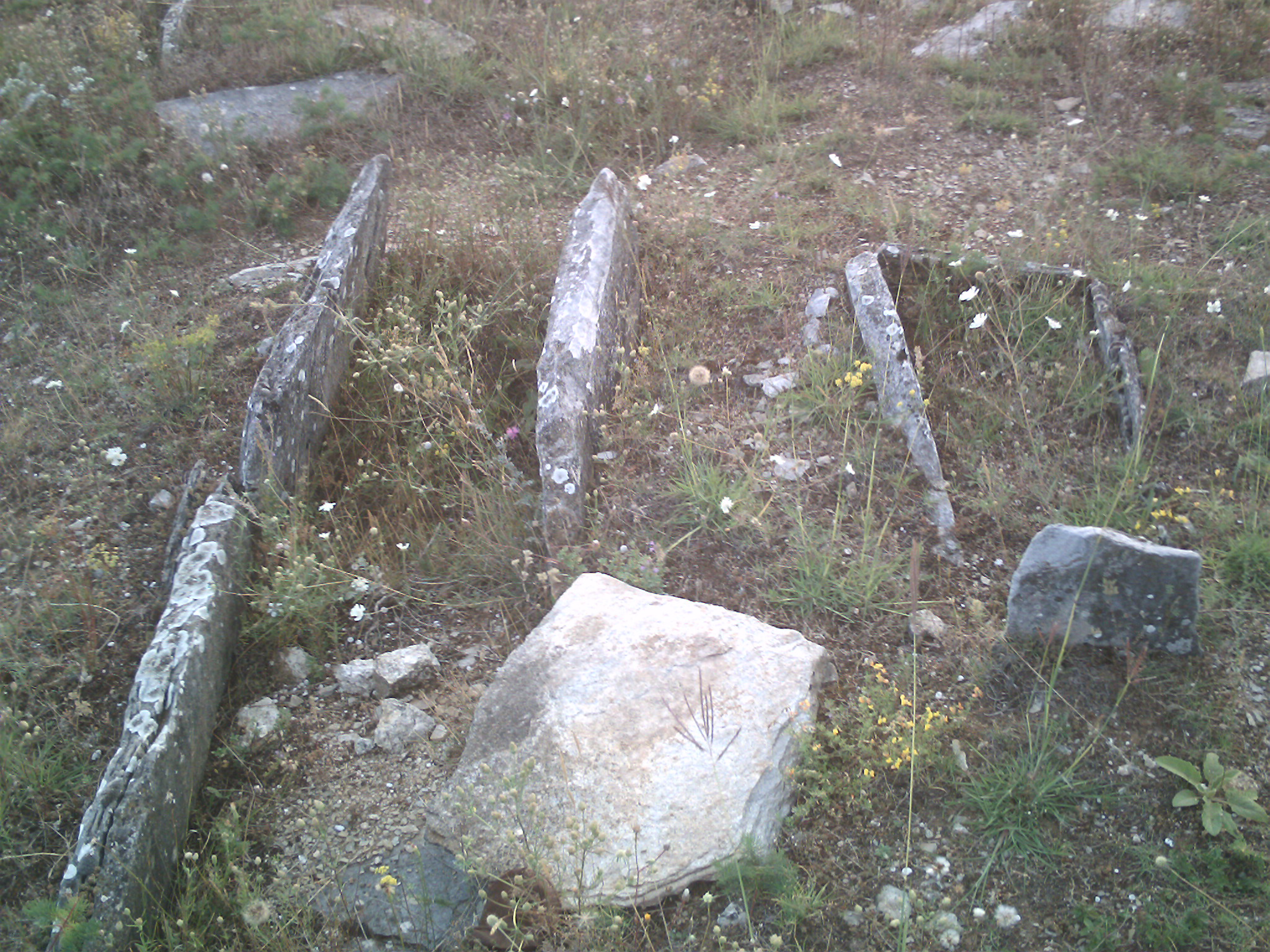
La Necrópolis de Tuhovishta

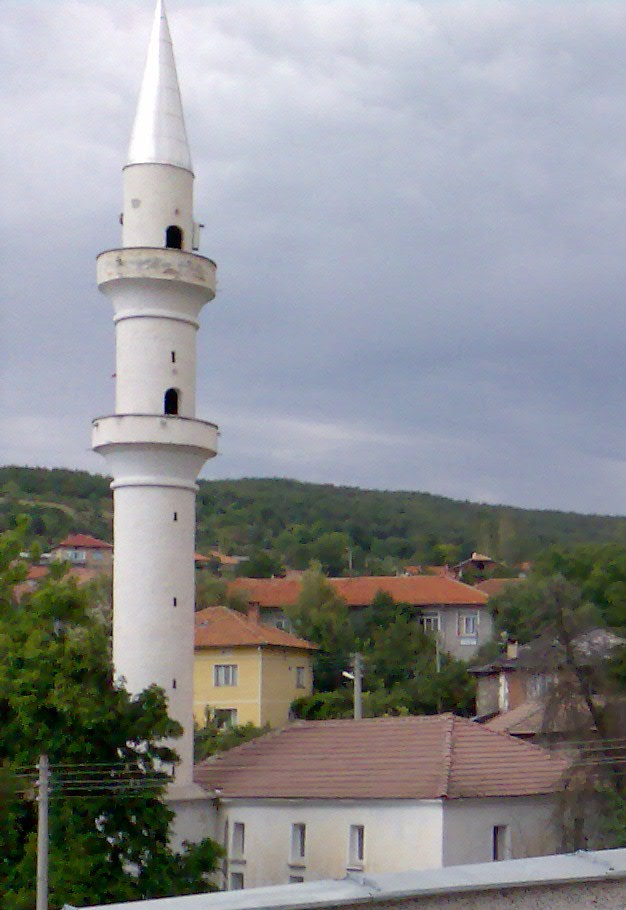
La mezquita de la parte baja del pueblo

Actualmente  en el pueblo Túhovishta viven más de 800 habitantes musulmanes cumplidores del Islam. 
El pueblo tiene dos mezquitas, una está situado en la parte baja del pueblo y tiene un minarete con dos terrazas, y la segunda está situada en la parte superior del pueblo y solo cuenta con una terraza. La mezquita de la parte baja del pueblo fue restaurada en el año 2000 por el empresario Shukri Shukriev.

## Instituciones públicas
- Colegio de Primaria "San San Kiril y Metodiy"
- Biblioteca

## Monumentos culturales y naturales
- Necrópolis (Tumba prehistórica)
- Lago
- Río Mesta
- Estadio